# Дубовка (Ардатовский район)
Ду́бовка — село в Ардатовском районе Нижегородской области Россия. Входило в состав упраздненного Чуварлей-Майданского сельсовета. В данный момент входит в состав городского поселения рабочего поселка Ардатов.

## Этимология
Название села восходит к росшим здесь дубам — достаточно редким деревьям в этой местности, что могло служить хорошим ориентиром.

## История
Село Дубовка в середине XIX в. относилось ко второму стану Ардатовского уезда. Оно располагалось в девяти верстах от уездного города на берегу речки с одноименным названием. 
В 1859 г. в селе насчитывалось 129 дворов и 660 жителей (358 жителей мужского полай 302—женского). Примерно треть населения Дубовки были крепостными помещиков Герциг, остальная часть крестьян села находилась в ведении удельного ведомства.
В селе действовала православная церковь. Селу принадлежали малоплодородные песчаные земли, поэтому «главным кормильцем дубовских мужиков был лес», который «и сейчас стоит до самых Кулебак».
Важнейшим лесным промыслом для дубовских мужиков было изготовление рогож. Лыко на рогожи дубовцы заготавливали в липовых лесах окрестных помещиков. Арендовали леса в начале весны, летом драли лыко, с глубокой осени и до Троицы плели рогожи.
Крестьяне, не занятые в изготовлении рогож, рубили лес и дрова, занимались возкой дров, плотничали.
В 50—60-х гг. XIX в. в экономике Дубовки значительную роль играло приготовление растительных масел. Но к середине 1880-х гг. этот промысел в селе утратил товарный характер, уступив место извозу растительных масел, в изобилии изготовлявшихся в селах Нучинской, Мечасовской и других волостей Ардатовского уезда.
Во второй половине XIX в. Дубовка входила в число 15 населенных пунктов, обслуживавших большинство товароперевозок Ардатовского уезда.
В середине 1880-х гг. в селе насчитывалось 180 домов и 731 житель (363 мужского пола и 368 женского).
Земледелие было общинным, проблема нехватки земель решатась за счет аренды земель удельного ведомства. Лишь у двух крестьян села была собственная покупная земля.
В Дубовке действовал кабак отставного солдата Петра Середина. На крестьянских подворьях числилось 173 лошади, 195 коров, 225 голов мелкого скота.
К концу XIX в. в селе проживало 459 местных и 16 пришлых мужчин, 529 местных и 11 пришлых женщин, то есть всего 1015 жителей.
По данным за 1904 г., в Дубовке имелось две бакалейно-гастрономические лавки, они принадлежали В. М. Иорданову и И. С. Милову. В 1910 г. село числилось в Котовской волости, в нём имелось 219 дворов, объединенных в два крестьянских общества.
В 1912 г. Дубовка состояла уже из 223 дворов, в ней проживали 1126 человек. В крестьянских хозяйствах держали 1088 голов домашнего скота.
Когда советская власть пришла в село, часть дубовских зажиточных мужиков организовала контрреволюционный заговор. Из Ардатова в село прибыл красногвардейский отряд и дал залп вверх, «добровольцы», которых обманом и угрозами заставили примкнуть к восстанию против советской власти, разбежались по огородам. В этой операции шальной пулей был убит один красногвардеец.
Председателями колхоза в Дубовке были С. Н. Харитонов, И. В. Гаранков, И. М. Баюров. С фронтов Великой Отечественной войны не вернулись в Дубовку 25 человек.
В сентябре 1992 г. Дубовка являлась подсобным хозяйством ардатовского завода «Сапфир». В селе работали медпункт, начальная школа, магазин, отделение связи.

## Географическое положение
Село Дубовка находится на юго-западе Нижегородской области России, в 1 км к северо-западу от истока речки Коврожи, которая течёт в западном направлении и впадает в реку Ломовку в 5 км к юго-западу от села. Расстояние от Дубовки до административного центра муниципального округа Ардатова — 14 км на восток. Село соединено просёлочными дорогами на северо-востоке — с деревней Урванью (расстояние 5 км), покинутым посёлком Гуським (5 км) и селом Котовкой, на востоке — с селом Сосновкой (6 км), на юго-востоке — с селом Сиязьмой (6 км), на юге — с селом Берёзовкой (5 км), на юго-западе — с покинутой деревней Петряево (5 км), на западе — с покинутым селом Быковкой (6 км), на северо-западе — с деревней Михайловкой (11 км). На севере села расположен пруд, село окружено лиственными лесами. Высота над уровнем моря около 174 метров.
Село Дубовка, как и вся Нижегородская область, находится в часовой зоне МСК (московское время). Смещение применяемого времени относительно UTC составляет +3:00.

## Административная принадлежность
Село Дубовка входит в состав административно-территориального образования Рабочий посёлок Ардатов Ардатовского муниципального округа Нижегородской области Российской Федерации.

## Климат
Село находится в зоне умеренно-континентального климата, который характеризуется холодной продолжительной зимой и тёплым, но достаточно коротким летом. За год выпадает в среднем 450—550 мм осадков, из них 68 % — в виде дождя и 32 % — в виде снега. Среднегодовая относительная влажность воздуха — 76 %. Снежный покров достигает 50 см, а в особо снежные зимы может достигать одного метра и более.
Весна приходит резко, обычно к середине апреля, при этом вплоть до середины мая нередки заморозки. Лето сравнительно короткое и достаточно жаркое — в отдельные годы температура может достигать 36 °C. Шапка лета приходится на июль. В конце весны и лета нередки грозы — их может случаться до 20 за год, почти каждый год выпадает град. Осень приходит в сентябре и стоит до начала ноября, но уже в сентябре нередки заморозки. Зима наступает в начале ноября и продолжается до середины марта. Обычно первый снег выпадает в октябре и держится в течение пяти месяцев, сходит к 10—15 апреля. Почва промерзает на глубину 70—90 см.
Вегетационный период составляет 189 дней, продолжительность безморозного периода — 137 дней.

## Население
| Численность населения | Численность населения | Численность населения | Численность населения | Численность населения | Численность населения | Численность населения | Численность населения | Численность населения | Численность населения | Численность населения |
| 1721                  | 1730                  | 1859                  | 1885                  | 1897                  | 1912                  | 1916                  | 1999                  | 2002                  | 2010                  | 2021                  |
| --------------------- | --------------------- | --------------------- | --------------------- | --------------------- | --------------------- | --------------------- | --------------------- | --------------------- | --------------------- | --------------------- |
| 140                   | ↗187                  | ↗660                  | ↗731                  | ↗1014                 | ↗1126                 | ↗1376                 | ↘98                   | ↘81                   | ↗82                   | ↘40                   |

## Инфраструктура
В селе три улицы: Зелёная, Лесная и Молодёжная.